# Lijst van burgemeesters van Schore
Dit is een lijst van burgemeesters van de voormalige Nederlandse gemeente Schore tot die gemeente in 1941 opging in de gemeente Kapelle.
| Ambtsperiode | Naam burgemeester          | Partij of stroming | Bijzonderheden                                 |
| ------------ | -------------------------- | ------------------ | ---------------------------------------------- |
| 1825 - 1837  | Adriaan Cornelisse Rottier |                    | eerder al schout                               |
| 1837 - 1853? | Johannes (J.) Zuidweg      |                    |                                                |
| 1853 - 1872  | Willem Johannes Janssen    |                    | tevens burgemeester van Kruiningen (1842-1872) |
| 1872 - 1896  | H. van Koeveringe          |                    |                                                |
| 1897 - 1934  | J.G. van Nieuwenhuyzen     |                    |                                                |
| 1934 - 1941  | H.D. Trimpe                |                    | later burgemeester van Zaamslag                |